# 京急富岡駅
京急富岡駅（けいきゅうとみおかえき）は、神奈川県横浜市金沢区富岡西七丁目にある、京浜急行電鉄本線の駅。駅番号はKK47。

## 歴史
1930年4月に湘南電気鉄道が黄金町駅 - 浦賀駅を開業させた際、屏風浦駅と金沢文庫駅との間に当駅は設置されなかった。
同年7月には夏季のみ海水浴客専用仮駅の湘南富岡駅として開業し、翌1931年（昭和6年）に駅に昇格したが、この駅は太平洋戦争末期の1945年（昭和20年）6月10日のアメリカ海軍機による海軍横浜航空隊基地や大日本兵器工場の社宅を狙った空襲により破壊され営業休止となり、1947年（昭和22年）1月、東急は当駅を一旦廃止とした。
しかし同年3月には元の位置から杉田方約900m、現在の鳥見塚バス停付近に再び湘南富岡駅が開業した。旧海軍基地に設けられたGHQの施設関係者専用駅で、一般客の利用は不可能であった。翌1948年には一般客の利用も可能となり、列車も時間帯を問わず当駅に停車することとなった。
1955年、京急の宅地開発に伴って戦前と同じ位置に移転し、1963年に京浜富岡駅に、1987年に京急富岡駅に改称した。
- 1930年（昭和5年）7月10日 - 湘南電気鉄道の仮駅として、現在の位置に湘南富岡駅が開業。
- 1931年（昭和6年）5月1日 - 駅に昇格。
- 1941年（昭和16年）11月1日 - 湘南電気鉄道の合併により京浜電気鉄道の駅となる。
- 1942年（昭和17年）5月1日 - 京浜電気鉄道の合併により東京急行電鉄（大東急）湘南線の駅となる。
- 1945年（昭和20年）6月10日 - 横浜本牧・磯子・富岡の軍需工場や海軍基地を狙った横浜南部空襲により当駅は破壊され営業休止となる。
- 1947年（昭和22年）
  - 1月10日 - 正式に廃止される。
  - 3月1日 - 湘南富岡駅が現在とは異なる位置に再開業。米軍基地への通勤客専用駅とされ、通常は朝夕ラッシュ時のみ列車が停車、米兵が利用する際は駅員がホーム上に旗を掲示すると、時間帯を問わず停車した。降りる際も米兵に限り車掌か運転士に米兵が申告するだけで時間帯を問わず停車した。
- 1948年（昭和23年）
  - 春ごろ - 湘南富岡駅を一般客も利用可能とし、終日列車が停まることとなる。
  - 6月1日 - 東京急行電鉄からの独立により京浜急行電鉄の駅となる。
- 1955年（昭和30年）12月1日 - 湘南富岡駅が現在地に移転。
- 1963年（昭和38年）11月1日 - 京浜富岡駅に改称。
- 1983年（昭和58年）5月2日 - ダイヤ改正により、朝間上り急行の臨時停車駅となる。
- 1987年（昭和62年）
  - 4月10日 - 上り待避線の使用開始[2]。
  - 6月1日 - 京急富岡駅に改称[1]。
- 1988年（昭和63年）11月20日 -  それまでラッシュ時のみの停車だった急行が終日停車するようになる[3]。
- 1996年（平成8年）9月16日 - 駅長所在駅となる（後に上大岡駅の被管理駅となり駅長配置廃止）。
- 1999年（平成11年）7月31日 - 白紙ダイヤ改正による急行廃止に伴い、普通のみの停車駅となる。(その後急行の運転は復活するが当駅は通過)

## 駅構造
高架線がほぼ南北に走り、その高架上にホームがある高架駅となっている。東側の下り線に単式ホーム1面1線、上り線に島式ホーム1面2線があり、併せて2面3線の構造となる。かつて急行停車駅だったため、有効長はいずれも8両編成対応である。1987年（昭和62年）4月の改築前は上下ともに相対式ホームの2面2線だった。なお、2024年9月に当駅で起きた人身事故の復旧作業に合わせて、8両分のホームのうち浦賀方2両分は固定柵が設置されて入れなくなった。
駅舎は下り線高架ホーム下の地平より高い位置にあり、内部には自動券売機や自動改札機などがある。駅舎から階段が地平に伸びて東口となっているほか、改築前の上りホームへの構内通路を転用した西口が設けられている。

### のりば
| 番線 | 路線 | 方向 | 行先                     |
| ---- | ---- | ---- | ------------------------ |
| 1    | 本線 | 下り | 横須賀中央・三浦海岸方面 |
| 2・3 | 本線 | 上り | 横浜・品川方面           |

3番線は待避線となっており、平日朝ラッシュ時は、後続の特急・快特を通過待ちするための列車が発着する。
上りホームには発車ブザー（電子電鈴装置）がある。

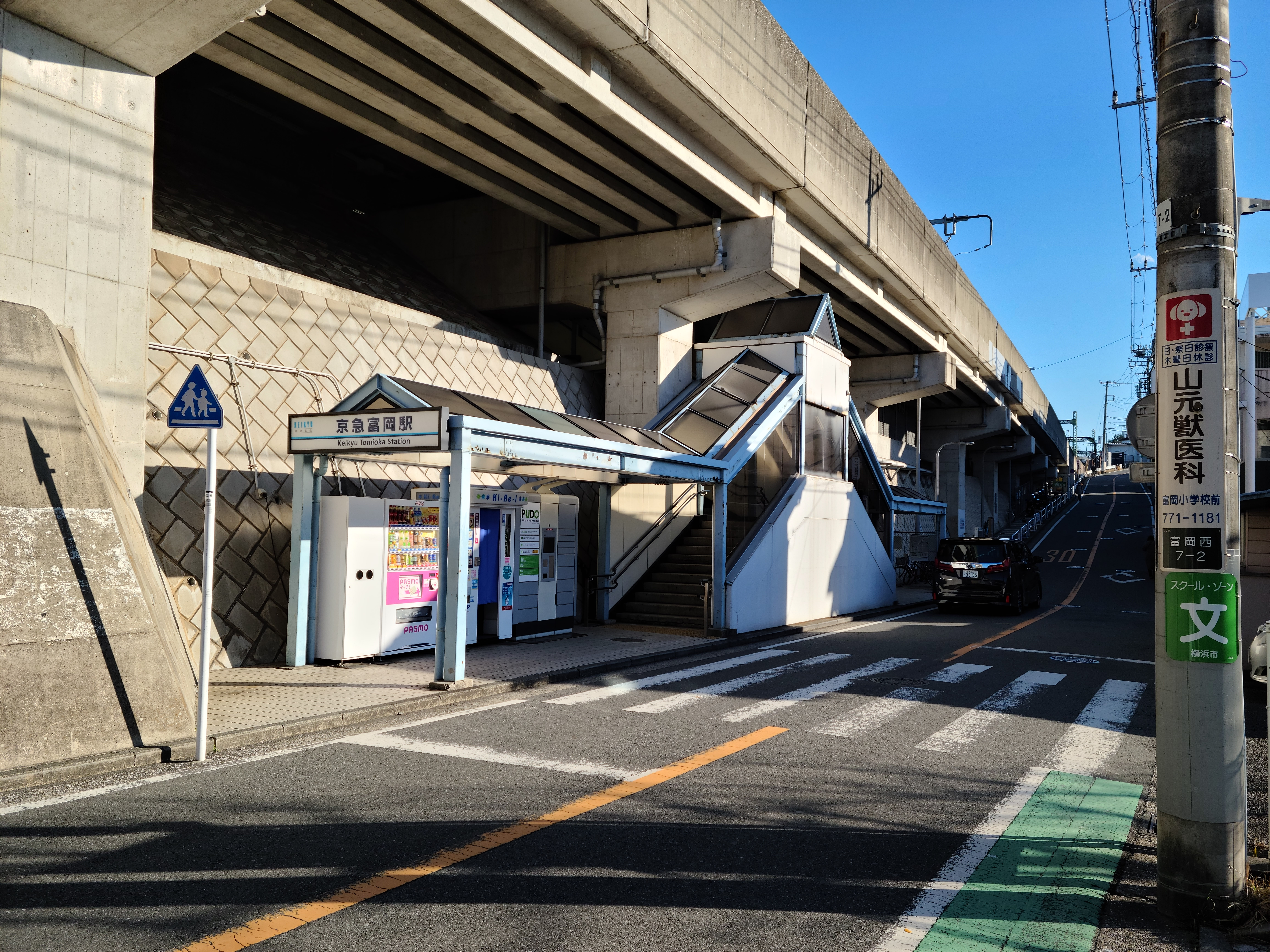
西口（2021年1月30日）
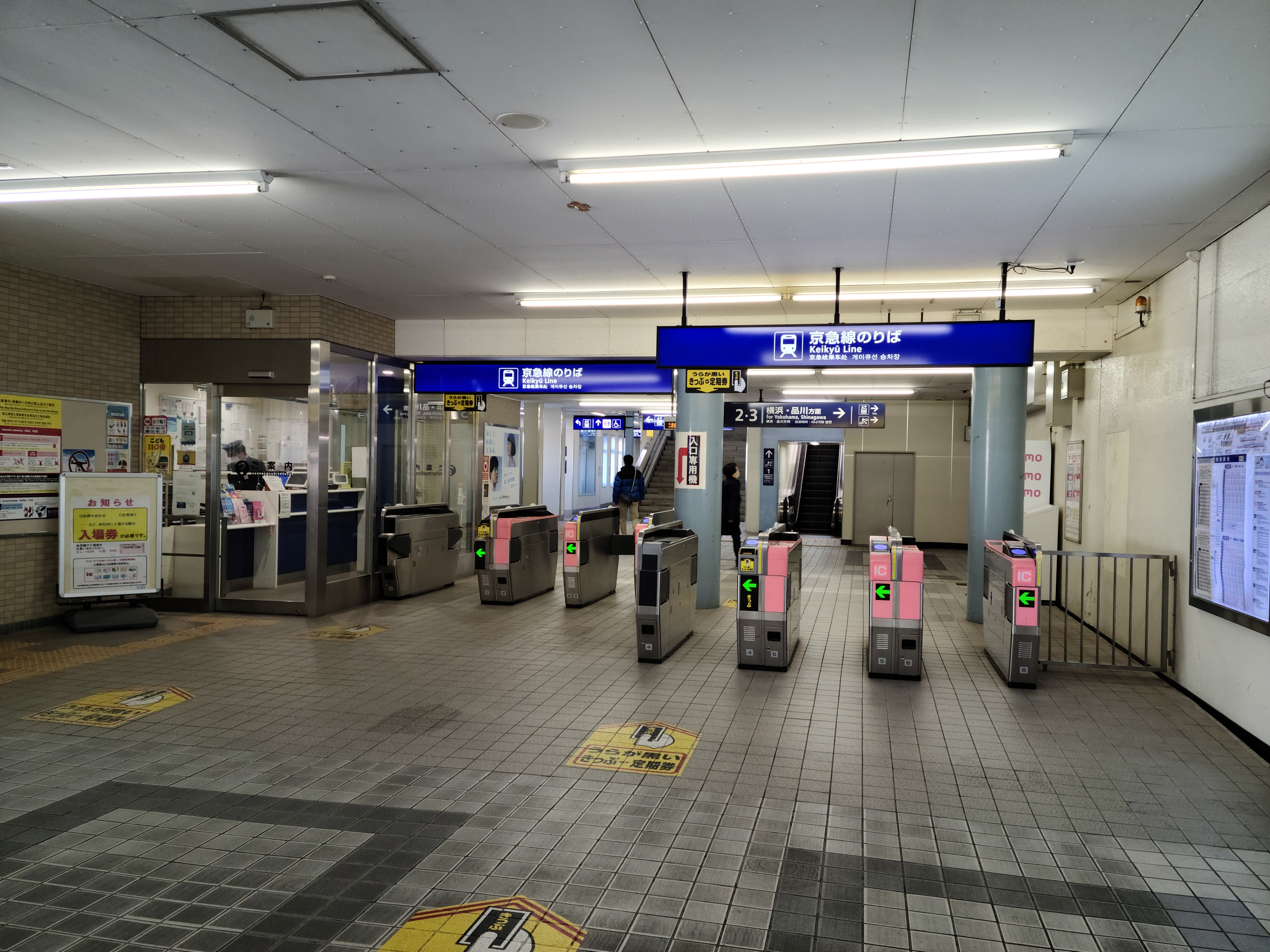
改札口（2021年1月30日）
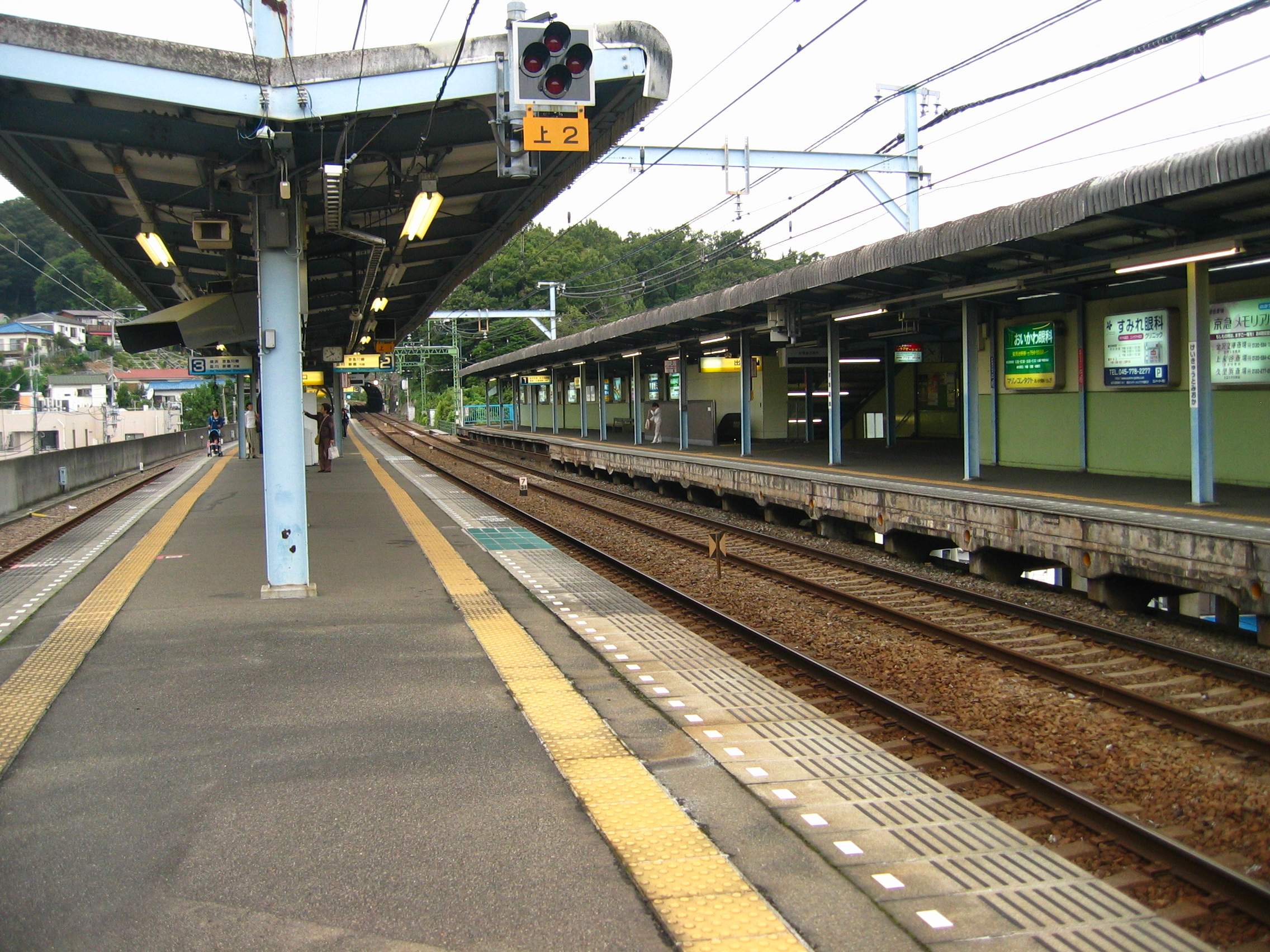
ホーム（2007年10月3日）
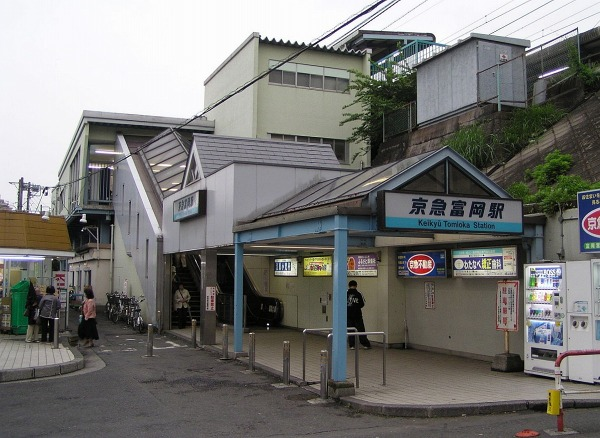
東口 旧駅舎（2006年5月2日）

## 利用状況
横浜市統計書によると2022年度の1日平均乗降人員は18,339人（乗車人員：9,255人、降車人員：9,084人）である。
2020年度の1日平均乗降人員は16,535人であり、京急線全72駅中30位。1988年をピークに乗降客数は減少し続けている。
近年の1日平均乗降・乗車人員推移は下表の通りである。
| 年度               | 1日平均 乗降人員 | 1日平均 乗車人員 | 出典     |
| ------------------ | ---------------- | ---------------- | -------- |
| 1980年（昭和55年） |                  | 12,603           |          |
| 1981年（昭和56年） |                  | 13,995           |          |
| 1982年（昭和57年） |                  | 16,340           |          |
| 1983年（昭和58年） |                  | 17,497           |          |
| 1984年（昭和59年） |                  | 17,644           |          |
| 1985年（昭和60年） |                  | 18,230           |          |
| 1986年（昭和61年） |                  | 18,836           |          |
| 1987年（昭和62年） |                  | 19,230           |          |
| 1988年（昭和63年） |                  | 19,647           |          |
| 1989年（平成元年） |                  | 18,293           |          |
| 1990年（平成02年） |                  | 17,463           |          |
| 1991年（平成03年） |                  | 17,197           |          |
| 1992年（平成04年） |                  | 16,732           |          |
| 1993年（平成05年） |                  | 16,586           |          |
| 1994年（平成06年） |                  | 16,488           |          |
| 1995年（平成07年） |                  | 16,498           | [ * 1 ]  |
| 1996年（平成08年） |                  | 16,066           |          |
| 1997年（平成09年） |                  | 15,505           |          |
| 1998年（平成10年） |                  | 15,164           | [ * 2 ]  |
| 1999年（平成11年） |                  | 14,896           | [ * 3 ]  |
| 2000年（平成12年） | 29,687           | 14,816           | [ * 3 ]  |
| 2001年（平成13年） | 29,226           | 14,537           | [ * 4 ]  |
| 2002年（平成14年） | 28,120           | 13,915           | [ * 5 ]  |
| 2003年（平成15年） | 27,796           | 13,601           | [ * 6 ]  |
| 2004年（平成16年） | 27,305           | 13,395           | [ * 7 ]  |
| 2005年（平成17年） | 27,024           | 13,250           | [ * 8 ]  |
| 2006年（平成18年） | 26,917           | 13,193           | [ * 9 ]  |
| 2007年（平成19年） | 26,700           | 13,131           | [ * 10 ] |
| 2008年（平成20年） | 26,141           | 12,963           | [ * 11 ] |
| 2009年（平成21年） | 25,526           | 12,670           | [ * 12 ] |
| 2010年（平成22年） | 25,181           | 12,511           | [ * 13 ] |
| 2011年（平成23年） | 24,700           | 12,251           | [ * 14 ] |
| 2012年（平成24年） | 24,590           | 12,226           | [ * 15 ] |
| 2013年（平成25年） | 24,344           | 12,122           | [ * 16 ] |
| 2014年（平成26年） | 23,494           | 11,707           | [ * 17 ] |
| 2015年（平成27年） | 23,432           | 11,680           | [ * 18 ] |
| 2016年（平成28年） | 23,252           | 11,616           | [ * 19 ] |
| 2017年（平成29年） | 22,843           | 11,413           | [ * 20 ] |
| 2018年（平成30年） | 22,410           | 11,194           | [ * 21 ] |
| 2019年（令和元年） | 21,764           | 10,851           | [ * 22 ] |
| 2020年（令和02年） | 16,535           | 8,255            |          |

## 駅周辺
市街地が駅を中心としてほぼ東西方向に開けている。駅の東側を京急本線とほぼ並行するかたちで国道16号が走っているが、当駅からは100mほど離れている。約2km東側に金沢シーサイドラインの並木中央駅がある。
- 旧川合玉堂別邸（二松庵）庭園 - 日本画家の川合玉堂の別邸跡地。横浜市指定の名勝[9]。
- 神奈川県立金沢総合高等学校
- 横浜市立富岡小学校
- 横浜富岡郵便局
- 京急ストア京急富岡店（駅前）
- 富岡八幡宮
- 富岡総合公園 - 金沢シーサイドラインの南部市場駅や鳥浜駅の方が至近。
- キャンドゥ富岡店
- 業務スーパー富岡店
- イオン金沢シーサイド店 - 金沢シーサイドラインの幸浦駅や並木中央駅の方が至近。

## バス路線
西口から南に約100m上の所に設置されている「京急富岡駅」及び、東口から約300mの国道16号線上に設置されている「富岡」が最寄りバス停。発着する路線の詳細は京浜急行バス能見台営業所・京浜急行バス追浜営業所・横浜市営バス磯子営業所を参照。
京急富岡駅（京浜急行バス能見台営業所）
| 乗り場 | 系統           | 経由                | 行先           | 備考           |
| ------ | -------------- | ------------------- | -------------- | -------------- |
|        | 富1            | 富岡西四丁目        | 横浜氷取沢高校 | 平日は朝夜のみ |
| 富2    | 横浜氷取沢高校 | 能見台車庫前        |                |                |
| 富3    | 氷取沢         | 金沢文庫駅西口      |                |                |
| 富5    | 富岡西四丁目   | 富岡9期ニュータウン | 朝夕のみ       |                |
| 富6    | 富岡西循環     | 京急富岡駅          | 日中のみ       |                |

富岡（京浜急行バス追浜営業所・横浜市営バス磯子営業所）
| 乗り場 | 系統 | 経由                       | 行先                           | 備考                                       |
| ------ | ---- | -------------------------- | ------------------------------ | ------------------------------------------ |
| 1      | 4    | 杉田・磯子車庫前           | 磯子駅                         |                                            |
| 1      | 321  | 宮の前・慶珊寺前           | 三井アウトレットパーク横浜     |                                            |
| 2      | 4    | 金沢文庫・金沢八景・追浜駅 | 追浜車庫前（追浜日産自動車前） |                                            |
| 2      | 4    | 金沢文庫・金沢八景         | 追浜駅                         | 平日朝から夕方まで、追浜車庫前行きと交互。 |
| 2      | 4    | 西柴                       | 金沢文庫駅                     | 最終便                                     |
| 2      | 321  | 能見台駅入口・並木中央     | 三井アウトレットパーク横浜     |                                            |
| 2      | 321  | 能見台駅入口・並木中央     | 木材港入口                     | 最終便                                     |

## 隣の駅
京浜急行電鉄
 本線
■快特・■特急・■急行
通過
■普通
杉田駅 (KK46) - 京急富岡駅 (KK47) - 能見台駅 (KK48)